# Zep
Philippe Chappuis (Onex, 15 de diciembre de 1967), más conocido como Zep, es un historietista y guionista suizo. Su obra más conocida es la serie Titeuf.

## Biografía

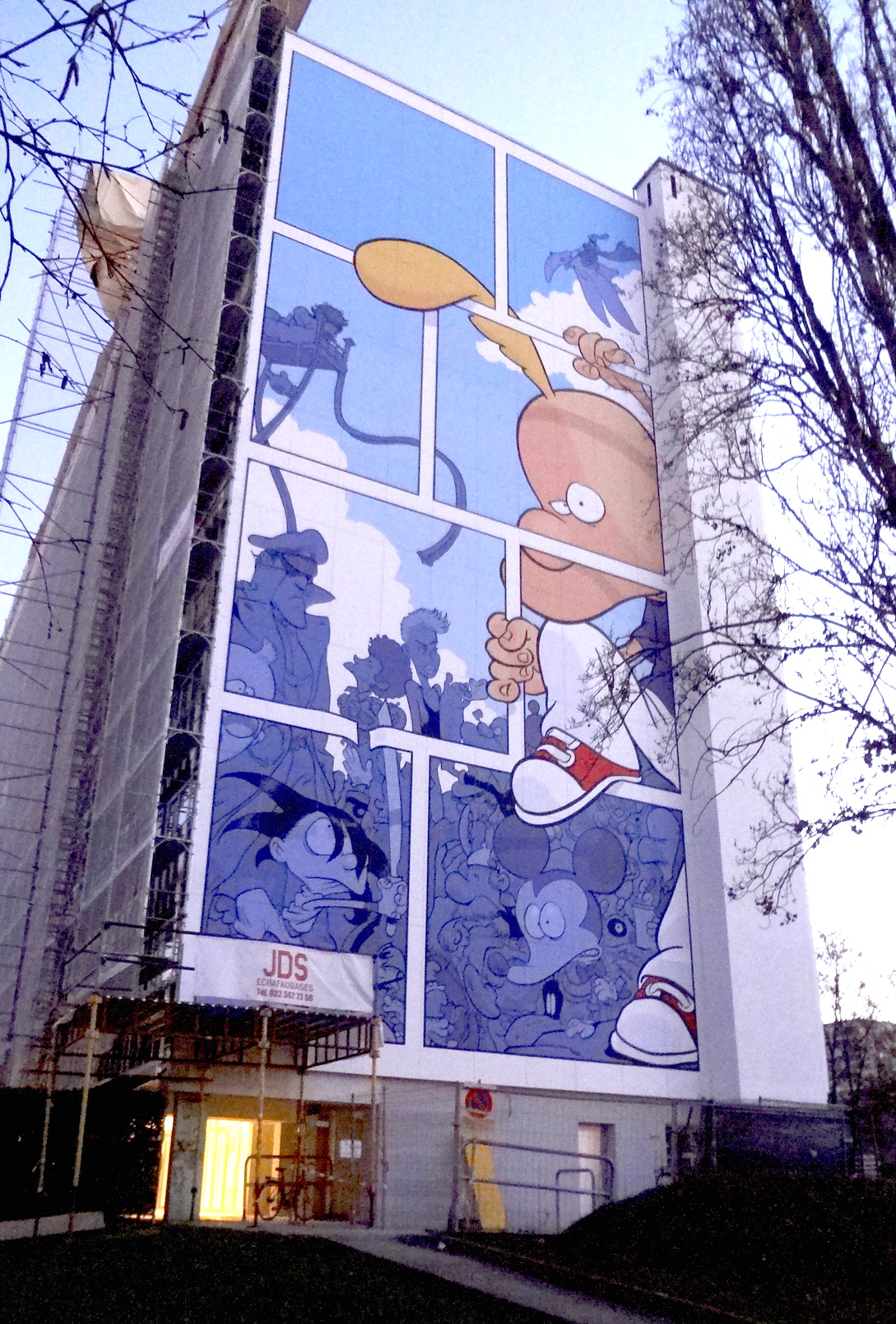
Mural de Titeuf en Ginebra.

Chappuis debe su seudónimo a un fanzine que hizo con doce años, llamado «Zep» en honor a la banda británica Led Zeppelin. Completó la educación secundaria en la Escuela de Artes Decorativas de Ginebra. Después de haber publicado tiras cómicas en numerosas revistas, a los 18 años debutó en Le Journal de Spirou con la serie Victor n'en rate pas une (1987-1991) y publicó también dos álbumes autoconclusivos: Léon Coquillard (1990), y Kradok Amanite Bunker (1991).
En 1992 comenzó a publicar su serie más conocida, Titeuf, protagonizada por un niño que aporta su punto de vista del mundo de los adultos. El autor autoeditó los primeros capítulos de la obra en la revista Sauve qui peut y Jean-Claude Camano, editor de Glénat Editions, le propuso recopilarlos en un álbum. Desde entonces, Titeuf se ha convertido en una de las obras emblemáticas de la historieta franco-belga en los años 1990, con más de dieciséis millones de ejemplares vendidos, traducciones a veinte idiomas y una serie de dibujos animados para Canal J. Hasta la fecha se han publicado 17 álbumes —el más reciente en 2021— y un libro multiventas sobre educación sexual, coeditado con Hélène Bruller. Titeuf tuvo tal éxito que Zep llegó a crear su propia revista infantil, Tchô!, editada desde 1998 hasta 2013 por Glénat y Éditions Fleurus.
En 2004 fue galardonado con el Gran Premio del Festival Internacional de la Historieta de Angulema: con solo 36 años se convirtió en uno de los autores más jóvenes en recibir la máxima distinción.
Más allá de Titeuf, Zep publica obras autoconclusivas y ha colaborado como ilustrador y guionista para numerosos autores franco-belgas. Es amante de la música rock y en especial de Bob Dylan, para quien diseñó la portada del álbum grabado en directo en el Festival de Montreux 1994. También ha dibujado portadas para Jean-Jacques Goldman, Henri Dès y Renaud Séchan entre otros.

## Estilo
La obra de Zep suele caracterizarse por su trazo limpio y por un estilo de dibujo caricaturesco y humorístico. Su mejor ejemplo puede verse en Titeuf, protagonizada por un niño con un enorme mechón de pelo rubio. A partir de 2013 el autor también ha hecho obras de un estilo realista en álbumes autoconclusivos como Une histoire d'hommes, Un bruit étrange et beau y Ce que nous sommes, todos publicados por Rue de Sèvres. No obstante, Zep ha mantenido su estilo caricaturesco en la mayor parte de sus trabajos.
Buena parte de la obra de Zep está basada en la experiencia personal y en sus aficiones. En Titeuf, el protagonista es un niño de ocho años con carácter revoltoso y una visión muy ingenua del mundo adulto, por lo que aborda con humor asuntos como la escuela, los amigos de la infancia o el sexo. Por otro lado, la trilogía Happy está dirigida al público adulto y cuenta con tres volúmenes: las relaciones sexuales (Happy Sex), la búsqueda de pareja (Happy Girls) y la pasión por la música (Happy Rock).

## Premios y reconocimientos

### Historieta
- Premio Alph-Art al «mejor álbum infantil» en Angulema por Titeuf: C'est pô juste... (1996)
- Premio Alph-Art del público en Angulema por Titeuf: La Loi du préau (2003)
- Gran Premio de la Ciudad de Angulema al conjunto de su obra (2004)
- Globo de Cristal de la prensa francesa a la mejor historieta por Happy Sex (2011)